# Norman Gordon
Norman Gordon (ur.  6 sierpnia 1911 w Boksburg, zm. 2 września 2014) – południowoafrykański krykiecista, były reprezentant kraju. Gordon był praworęcznym rzucającym w stylu fast.
Był pierwszym krykiecistą testowym, który dożył 100 lat i ostatnim żyjącym uczestnikiem tzw. timeless test w 1939 pomiędzy drużynami Wielkiej Brytanii i RPA.